# Erkenntnistheoretischer Fundamentalismus
Erkenntnistheoretischen Fundamentalismus (manchmal auch Fundamentismus; vom englischen Foundationalism) nennt man seit Mitte der 1960er Jahre einen bestimmten Typ epistemologischer Theorien, also von Theorien über die Natur und das Zustandekommen von Wissen, Rechtfertigung und über verwandte Problemzusammenhänge. Dem erkenntnistheoretischen Fundamentalismus zufolge gibt es so genannte Basisüberzeugungen. Sie werden nicht durch weitere Überzeugungen begründet. Sie dienen umgekehrt als Fundament der Rechtfertigung sonstiger Überzeugungen.

## Varianten des erkenntnistheoretischen Fundamentalismus
Ein solcher epistemologischer Fundamentalismus wird vielen Klassikern zugeschrieben, darunter beispielsweise Aristoteles. In der modernen Diskussion wurden derartige Positionen zum Beispiel durch Roderick Chisholm (bereits in seinem 1966 erschienenen Hauptwerk) vertreten und auch bereits als Fundamentalismus bezeichnet.
Damit die Basisüberzeugungen nicht einfach als willkürliche („dogmatische“) Annahmen erscheinen, müssen sie, so eine verbreitete Forderung, allerdings selbst gerechtfertigt sein. Eine Möglichkeit besteht darin, Basisüberzeugungen als direkt durch Wahrnehmungen gerechtfertigt zu verstehen. Beispielsweise könnte die Wahrnehmung, dass wir Karl in der Bibliothek sitzen sehen, die Basisüberzeugung rechtfertigen, dass Karl tatsächlich in der Bibliothek sitzt. Wahrnehmungen, so scheint es zunächst, können Überzeugungen rechtfertigen, ohne selbst einer Rechtfertigung zu bedürfen, denn Wahrnehmungen hat man oder man hat sie nicht. Man kann sie nicht begründen, es ist nicht vernünftig, sie zu haben. Man kann sie höchstens erklären. Deshalb können Wahrnehmungen unsere Überzeugungen nicht rechtfertigen. Wahrnehmungen können nur zur Erklärung unserer Überzeugungen herangezogen werden. Entweder werden Basisüberzeugungen also von anderen Überzeugungen gerechtfertigt, wodurch der drohende Regress (vgl. Münchhausen-Trilemma) nicht gestoppt wird, oder aber es wird etwas anderes als Überzeugungen herangezogen, das zwar nicht rechtfertigungsbedürftig ist, wodurch die Basisüberzeugungen aber nicht gerechtfertigt werden.
Da Basisüberzeugungen also nicht durch etwas anderes als Überzeugungen gerechtfertigt werden können, bleibt nur die Möglichkeit, dass sie selbstrechtfertigend sind. So wird beispielsweise versucht, Basisüberzeugungen so nah wie möglich an die Wahrnehmung heranzuführen. Für den Fall, in dem wir Karl in der Bibliothek sehen, wäre demnach die Basisüberzeugung, dass uns gerade so scheint, dass Karl in der Bibliothek sitzt. Damit würden wir auf jeden Fall in Hinblick auf die Überzeugung recht behalten, auch wenn sich später herausstellt, dass das ein Irrtum war, weil es nicht Karl, sondern Friedrich war. Solch „wahrnehmungsnahe“ Überzeugungen sind jedoch inhaltsleer, und wo ein Irrtum in jedem Fall ausgeschlossen ist, ist auch nichts mehr, womit man recht behalten kann. Zumindest aber sagen sie nicht viel über die Wirklichkeit aus. Entweder sind die Basisüberzeugungen also selbstrechtfertigend und ohne empirischen Gehalt oder sie haben empirischen Gehalt und können nicht als fundamental angesehen werden. Der Fundamentalismus scheint also kein Weg aus dem Trilemma zu sein.
Alvin Plantinga unterscheidet zwischen zwei Formen des klassischen Fundamentalismus: Der antike und Mittelalterliche Fundamentalismus sieht eine Proposition als berechtigterweise basal, wenn diese entweder evident (self-evident) oder sinnlich evident (evident to the senses) ist. Für den modernen Fundamentalismus sind Propositionen berechtigterweise dann basal, wenn sie entweder evident (self-evident) oder unkorrigierbar sind. Siehe auch: Evidenz (Philosophie).

## Kritik am erkenntnistheoretischen Fundamentalismus
Plantinga argumentiert dafür, dass die Kriterien für Basalität, die von erkenntnistheoretischen Fundamentalisten herangezogen werden, auf selbstreferentielle Weise inkohärent sind, da die Bedingungen auch von der Proposition erfüllt werden müssen. So sei es beispielsweise schwer zu begründen, warum die Aussage „Für jede Proposition A und jede Person S gilt: A ist dann und nur dann berechtigterweise basal für S, wenn A für S unkorrigierbar oder evident ist“ entweder unkorrigierbar oder evident – und damit berechtigterweise basal – sein könnte.